# Circonscription électorale de Tokyo
La circonscription électorale de Tokyo (東京都選挙区, Tōkyō-to senkyo-ku) est une subdivision électorale de la Chambre des conseillers du Japon, représentant la préfecture métropolitaine de Tokyo. Douze conseillers y sont élus selon la méthode du vote unique non transférable.

## Conseillers

### Série 1
| Élection | 1er (1947 : 1er, mandat de 6 ans) | 1er (1947 : 1er, mandat de 6 ans) | 2e (1947 : 2e, mandat de 6 ans) | 2e (1947 : 2e, mandat de 6 ans) | 3e (1947 : 3e, mandat de 6 ans) | 3e (1947 : 3e, mandat de 6 ans) | 4e (1947 : 4e, mandat de 6 ans) | 4e (1947 : 4e, mandat de 6 ans) | 5e                      | 5e | 6e                 | 6e |
| -------- | --------------------------------- | --------------------------------- | ------------------------------- | ------------------------------- | ------------------------------- | ------------------------------- | ------------------------------- | ------------------------------- | ----------------------- | -- | ------------------ | -- |
| 1947     |                                   | Tatsurō Sakurauchi (ja) (PD)      |                                 | Suejirō Yoshikawa (ja) (PSJ)    |                                 | Kiyoshi Shima (ja) (PSJ)        |                                 | Takeo Kurokawa (ja) (PLJ)       | –                       | –  | –                  | –  |
| 1953     |                                   | Takeo Kurokawa (PL)               |                                 | Fusae Ichikawa (Ind.)           |                                 | Sōji Okada (ja) (PSJ de gauche) |                                 | Kei Ishii (ja) (PL)             | –                       | –  | –                  | –  |
| 1959     |                                   | Yasu Kashiwabara (ja) (Ind.)      |                                 | Fusae Ichikawa (Ind.)           | Kinjirō Aikawa (ja) (PLD)       |                                 | Takeo Kurokawa (PLD)            |                                 | –                       | –  | –                  | –  |
| 1962,    |                                   | Yasu Kashiwabara (ja) (Ind.)      | Sanzō Nosaka (PCJ)              | Fusae Ichikawa (Ind.)           |                                 |                                 | Takeo Kurokawa (PLD)            |                                 | –                       | –  | –                  | –  |
| 1965     |                                   | Sanzō Nosaka (PCJ)                |                                 | Hiroshi Hōjō (ja) (Kōmeitō)     |                                 | Kihachirō Kimura (ja) (PSJ)     |                                 | Fusae Ichikawa (Ind.)           | –                       | –  | –                  | –  |
| 1971     |                                   | Bunbee Hara (ja) (PLD)            | Akira Kuroyanagi (ja) (Kōmeitō) |                                 | Norio Kijima (ja) (PDS)         |                                 | Sanzō Nosaka (PCJ)              |                                 | –                       | –  | –                  | –  |
| 1977     |                                   | Bunbee Hara (ja) (PLD)            | Akira Kuroyanagi (ja) (Kōmeitō) | Kōji Kakizawa (ja) (NCL)        | Norio Kijima (ja) (PDS)         |                                 |                                 |                                 | –                       | –  | –                  | –  |
| 1983     |                                   | Chinpei Nozue (ja) (Zeikintō)     |                                 | Bunbee Hara (PLD)               |                                 | Akira Kuroyanagi (Kōmeitō)      |                                 | Isao Naitō (ja) (PCJ)           | –                       | –  | –                  | –  |
| 1989     |                                   | Hideo Den (ja) (Ind.)             |                                 | Bunbee Hara (PLD)               | Chinpei Nozue (Zeikintō)        |                                 | Akira Kuroyanagi (Kōmeitō)      |                                 | –                       | –  | –                  | –  |
| 1995     |                                   | Yūichirō Uozumi (ja) (Shinshintō) | Sanzō Hosaka (ja) (PLD)         |                                 | Yasuo Ogata (ja) (PCJ)          |                                 | Hideo Den (ja) (Heiwa Shimin)   |                                 | –                       | –  | –                  | –  |
| 2001     |                                   | Sanzō Hosaka (PLD)                |                                 | Natsuo Yamaguchi (Kōmeitō)      |                                 | Kan Suzuki (ja) (PDJ)           |                                 | Yasuo Ogata (PCJ)               | –                       | –  | –                  | –  |
| 2007     |                                   | Masako Ōkawara (ja) (PDJ)         |                                 | Natsuo Yamaguchi (Kōmeitō)      | Tamayo Marukawa (PLD)           | Kan Suzuki (ja) (PDJ)           |                                 | Ryūhei Kawada (Ind.)            |                         |    | –                  | –  |
| 2013     |                                   | Tamayo Marukawa (PLD)             |                                 | Natsuo Yamaguchi (Kōmeitō)      | Yoshiko Kira (PCJ)              |                                 | Tarō Yamamoto (Ind.)            |                                 | Keizō Takemi (ja) (PLD) |    | –                  | –  |
| 2019     |                                   | Tamayo Marukawa (PLD)             | Ayaka Shiomura (PDC)            | Natsuo Yamaguchi (Kōmeitō)      | Yoshiko Kira (PCJ)              |                                 | Shun Otokita (ja) (Ishin)       |                                 | Keizō Takemi (PLD)      |    |                    |    |
| 2025     | Daichi Suzuki (PLD)               |                                   | Saya (ja) (Sanseitō)            |                                 | Mayu Ushida (ja) (PDP)          |                                 | Yūdai Kawamura (ja) (Kōmeitō)   |                                 | Yoshihiro Okumura (PDP) |    | Yoshiko Kira (PCJ) |    |

### Série 2
| Élection | 1er (1947 : 5e, mandat de 3 ans) | 1er (1947 : 5e, mandat de 3 ans) | 2e (1947 : 6e, mandat de 3 ans) | 2e (1947 : 6e, mandat de 3 ans) | 3e (1947 : 7e, mandat de 3 ans) | 3e (1947 : 7e, mandat de 3 ans) | 4e (1947 : 8e, mandat de 3 ans) | 4e (1947 : 8e, mandat de 3 ans) | 5e                 | 5e                                | 6e                 | 6e                 |
| -------- | -------------------------------- | -------------------------------- | ------------------------------- | ------------------------------- | ------------------------------- | ------------------------------- | ------------------------------- | ------------------------------- | ------------------ | --------------------------------- | ------------------ | ------------------ |
| 1947     |                                  | Kei Hoashi (ja) (Ind.)           |                                 | Tamae Fukagawa (ja) (Ind.)      |                                 | Masao Nishikawa (ja) (PLJ)      |                                 | Heiichi Tōyama (ja) (PLJ)       | –                  | –                                 | –                  | –                  |
| 1950     |                                  | Ken Yasui (ja) (PL)              |                                 | Toshiharu Shigemori (ja) (PSJ)  |                                 | Makoto Hori (ja) (PTA)          |                                 | Tamae Fukagawa (PDP)            | –                  | –                                 | –                  | –                  |
| 1956     |                                  | Ken Yasui (PLD)                  |                                 | Sanzō Nosaka (PCJ)              |                                 | Kiyoshi Shima (ja) (PSJ)        |                                 | Toshiharu Shigemori (PSJ)       | –                  | –                                 | –                  | –                  |
| 1962     |                                  | Ken Yasui (PLD)                  | Satoru Izumi (ja) (Ind.)        |                                 | Kei Ishii (ja) (PLD)            | Sōji Okada (ja) (PSJ)           |                                 |                                 | –                  | –                                 | –                  | –                  |
| 1968     |                                  | Ken'ichi Abe (ja) (Kōmeitō)      |                                 | Ken Yasui (PLD)                 |                                 | Masatoshi Matsushita (ja) (PDS) | Hideo Urabe (ja) (PSJ)          |                                 | –                  | –                                 | –                  | –                  |
| 1974     |                                  | Ken Yasui (PLD)                  |                                 | Tetsu Ueda (ja) (PSJ)           |                                 | Ken'ichi Abe (Kōmeitō)          |                                 | Kōichirō Ueda (ja) (PCJ)        | –                  | –                                 | –                  | –                  |
| 1980     |                                  | Ken Yasui (Ind.)                 |                                 | Tadao Miki (ja) (Kōmeitō)       |                                 | Kōichirō Ueda (PCJ)             |                                 | Tokuma Utsunomiya (ja) (Ind.)   | –                  | –                                 | –                  | –                  |
| 1986     |                                  | Tadao Miki (Kōmeitō)             |                                 | Kiyoko Ono (PLD)                |                                 | Tetsuo Tanabe (ja) (PLD)        |                                 | Kōichirō Ueda (PCJ)             | –                  | –                                 | –                  | –                  |
| 1992     | Toshiko Hamayotsu (ja) (Kōmeitō) |                                  | Kōichirō Ueda (PCJ)             |                                 | Kensaku Morita (Ind.)           |                                 | Kiyoko Ono (PLD)                |                                 | –                  | –                                 | –                  | –                  |
| 1998     |                                  | Toshio Ogawa (PDJ)               |                                 | Toshiko Hamayotsu (Kōmeitō)     |                                 | Miyo Inoue (ja) (PCJ)           |                                 | Atsuo Nakamura (Ind.)           | –                  | –                                 | –                  | –                  |
| 2004     |                                  | Masaharu Nakagawa (PLD)          |                                 | Toshio Ogawa (PDJ)              |                                 | Renhō (PDJ)                     |                                 | Yūji Sawa (ja) (Kōmeitō)        | –                  | –                                 | –                  | –                  |
| 2010     |                                  | Renhō (PDJ)                      |                                 | Toshiko Takeya (ja) (Kōmeitō)   |                                 | Masaharu Nakagawa (PLD)         |                                 | Toshio Ogawa (PDJ)              |                    | Kōta Matsuda (ja) (Parti de tous) | –                  | –                  |
| 2016     |                                  | Renhō (PDP)                      |                                 | Masaharu Nakagawa (PLD)         |                                 | Toshiko Takeya (Kōmeitō)        |                                 | Taku Yamazoe (ja) (PCJ)         |                    | Kentarō Asahi (ja) (PLD)          |                    | Toshio Ogawa (PDP) |
| 2022     |                                  | Kentarō Asahi (PLD)              |                                 | Toshiko Takeya (Kōmeitō)        |                                 | Taku Yamazoe (PCJ)              |                                 | Renhō (PDC)                     | Akiko Ikuina (PLD) |                                   | Tarō Yamamoto (RW) |                    |
| 2025,    | Ayaka Shiomura (PDC)             | Kentarō Asahi (PLD)              |                                 | Toshiko Takeya (Kōmeitō)        |                                 | Taku Yamazoe (PCJ)              |                                 |                                 | Akiko Ikuina (PLD) |                                   | Tarō Yamamoto (RW) |                    |